# Vara s-a sfârșit
Vara s-a sfârșit este un film românesc  dramatic din 2016 regizat de Radu Potcoavă. Rolurile principale au fost interpretate de actorii-copii Nicholas Bohor, Crina Tofan, Dan Hurduc, cu Ofelia Popii și Șerban Pavlu în roluri secundare ca părinți. Este al treilea lungmetraj al regizorului Potcoavă, după Happy End (2006) și Cuscrii (2014).
Scenaristul filmului a fost Cristina Bîlea, iar director de imagine a fost Oleg Mutu. Vara s-a sfârșit este primul film românesc din ultimii 25 de ani în care rolurile principale sunt jucate de actorii-copii.
A avut premiera mondială în 2016, în cadrul Festivalului International de Film de la Montreal. În România a avut premiera la 5 mai 2017.

## Prezentare
Acțiunea filmului are loc pe fondul eclipsei totale de Soare din august 1999. 
Doi băieți, Alex și Mircea, se întâlnesc în timpul unei vacanțe de vară la sfârșitul anilor 1990 într-un oraș românesc situat pe malul Dunării, cu câteva zile înainte de eclipsa de vară. Ei devin prieteni apropiați, până când una dintre acțiunile lor va provoca consecințe puternice.

## Distribuție
- Dan Hurduc - 	Alex[7]
- Nicholas Bohor - 	Mircea
- Crina Tofan - Ioana
- Ofelia Popii - Elena, mama
- Șerban Pavlu - Geo, tatăl
- Emilian Oprea
- Dorian Boguță - 	Toader
- Virginia Rogin - 	Bunica
- Valentin Popescu